# Miconia paludigena
Miconia paludigena är en tvåhjärtbladig växtart som beskrevs av John Julius Wurdack. Miconia paludigena ingår i släktet Miconia och familjen Melastomataceae. Inga underarter finns listade i Catalogue of Life.